# Synagoge (Enkhuizen)
De voormalige synagoge van Enkhuizen werd in 1791 gebouwd aan de Zuider Havendijk, waar het tot 1964 dienst bleef doen. Daarna werd het tot 2014 een vergadercentrum. Sinds 8 maart 1977 is het pand aangewezen als rijksmonument.

## Geschiedenis
De Enkhuizer joodse gemeenschap verkreeg in 1734 het recht om bij een van de leden thuis hun godsdienst te belijden. De gemeenschap kreeg van de vroedschap toestemming om aan de Hoogstraat een synagoge te stichten, nadat zij toestemming hadden gevraagd omdat zij volgens de joodse gebruiken een minjan bijeen konden brengen. Vier jaar later verkreeg de gemeenschap het recht om in een van de bastions van de stadsomwalling een begraafplaats aan te leggen. In 1789 wordt de vroedschap verzocht om twee woningen aan de oostzijde van de synagoge bij het gebouw te mogen betrekken; ook hier kwam toestemming voor. In februari 1791 staat in de notulen van de vroedschap dat de joodse gemeenschap een nieuwe synagoge heeft laten bouwen. De synagoge vraagt ook of deze vrijgesteld kan worden van de verponding, evenals de woningen van de chazan en de koster. Ook belasting op mortel en stenen werd kwijtgescholden met de tekst 't welk doende, wat zoveel betekent als akkoord. De ingewijding vond plaats op 12 augustus 1791.
Na de Franse bezetting liep het aantal leden van de Joodse gemeenschap terug, deze terugloop duurde tot in de 20e eeuw voort. Gedurende de Tweede Wereldoorlog zijn er vrijwel geen Joden gedeporteerd: de meesten konden onderduiken. Ze werden moreel gesteund door burgemeester Haspels, die weigerde mee te werken aan het verwijderen van Joden uit openbare scholen. De synagoge is ongeschonden uit de oorlog gekomen. 52 van de 54 Joodse inwoners hebben de oorlog overleefd. In 1950 werd de synagoge van Medemblik bij die van Enkhuizen gevoegd. Door leegloop werd de Enkhuizer gemeente echter 14 jaar later opgeheven en bij de gemeente van Alkmaar gevoegd. De joodse gemeente bleef nog drie jaar eigenaar van het gebouw en droeg het op 12 juli 1967 om niet over aan de burgerlijke gemeente. Als tegenprestatie heeft de gemeente Enkhuizen het onderhoud van de joodse begraafplaats op zich genomen.
Ondanks dat de joodse gemeente de synagoge in 1967 heeft verlaten, heeft het gebouw een religieuze functie behouden; het is een kerk geworden. Als eerste betrok de Hervormde Stadsevangelie het pand, in 1981 volgde de Vrije Baptisten Gemeente en later kwamen de Christelijke Gereformeerde Kerk en de Hersteld Apostolische Zendingkerk.

## Exterieur
De synagoge bestaat uit een drie traveeën breed pand met een kroonlijst. De middelste travee is risalerend gebouwd en wordt bovenin bekroond door een fronton met daarin een Hebreeuwse tekst. De tekst komt uit Psalm 65:5 (Wij zullen verzadigd worden met het goede van Uw Huis, met het Heilige van Uw Paleis.) en vermeldt tevens het stichtingsjaar van de synagoge: het joodse jaar 5551, dat overeenkomt met het christelijke jaar 1791.
Aan weerszijden van de toegangsdeur zijn rondboogvensters geplaatst. Boven de deuromlijsting is eenzelfde venster geplaatst. Boven de vensters is een hanenkam geplaatst.

## Interieur

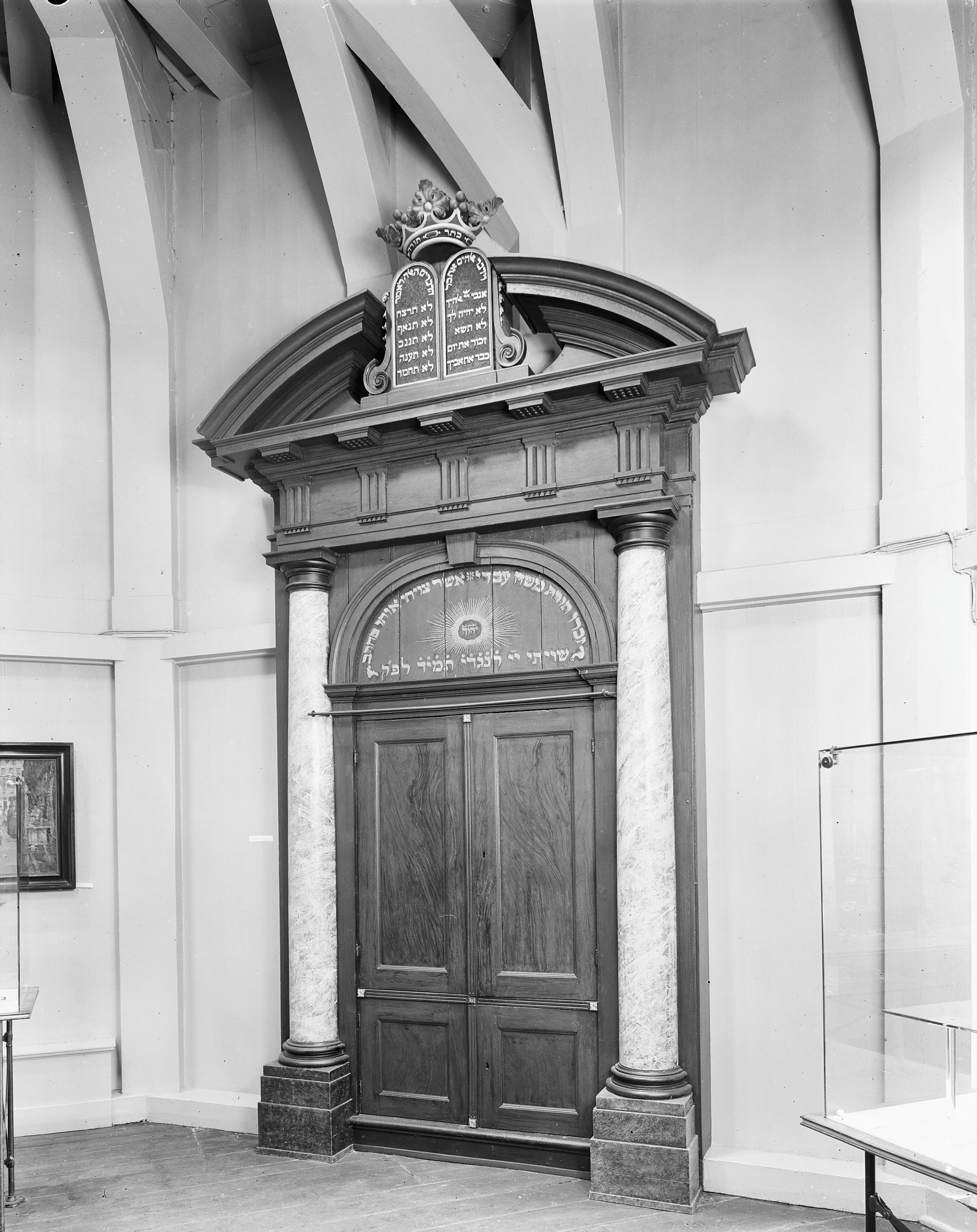
De Heilige Ark in het Joods Historisch Museum, 1968

De Heilige Ark, net als de synagoge uit 1791, werd na het opheffen van de gemeente aan het Joods Historisch Museum in Amsterdam geschonken. Om de Ark zit een omlijsting met daarop geschilderde Hebreeuwse tekst: Gedenk de leer van Mijn dienaar Mozes, die ik hem geboden heb op Horeb (Maleachi 3:22) en tevens nog Ik stel mij God altijd voor mij (Psalm 16:8). Aan weerszijden van de deuren staat een pilaster, als verwijzing naar Jachin en Boaz. Geheel bovenaan is een gebroken segmentvormig fronton geplaatst met daarin een voorstelling van twee van de stenen tafelen met daarop de tekst van de Tien Geboden.
In de synagogen hingen koperen kroonluchters, die aan de burgerlijke gemeente zijn uitgeleend en sindsdien in de raadszaal in het stadhuis hangen.